# Sacheon
Sacheon (kor. 사천시) – miasto w południowej części Korei Południowej, w prowincji Gyeongsang Południowy. Około 114,5 tys. mieszkańców.